# Signalne naprave
Signalne naprave (sredstva) su naprave koje služe signalizaciji u uvjetima nepovoljne vidljivosti. Koriste se ponajviše na moru i u vojne svrhe. Svrstavaju se pod razred II.
Signalne rakete, ručne buktinje (baklje, bengalke) i dimni signali ispaljuju se kada su spasioci u blizini u zavjetrini i moraju se racionalno trošiti i upotrijebiti jer su količinski ograničeni. Imamo ih na zapovjedničkom mostu, čamcima i splavima za spašavanje. Smještena su u vodonepropusnim bijelim valjkastim kontejnerima koji se nalaze na brodu. Na njima je odštampan:

- Datum proizvodnje (moramo pravovremeno zamijeniti).
- Instrukcije o upotrebi (jednostavno, kratko pisana i tako da ih može upotrijebiti i neobučena osoba).